# The Prophet
The Prophet (rodno ime Dov J. Elkabas, poznat i kao The Masochist) nizozemski je producent i DJ. Jedan je od vodećih gabber i hardstyle DJ-a.

## Životopis
The Prophet je počeo djelovati kao DJ 1983. nakon što je otkrio gramofone u diskoteci u Amsterdamu. 1988. je počeo puštati house glazbu. Oko tri godine poslije, stvorio je skupinu DJ-eva poznatih kao "The Dreamteam", zajedno s DJ Danom, Buzz Fuzzom i DJ Gizmom. Skupina je imala veliki uspjeh u gabber sceni.
The Prophet je poslije promijenio svoj stil iz gabbera u hardstyle iz razloga što nije volio činjenicu da je javnost htjela teži i teži oblik hardcorea, no bez obzira na takvu situaciju, on još uvijek producira hardcore (samo raniji oblik newstyle hardcorea) kao The Masochist. Poznat je i kao DJ i kao producent. Također je osnivač Scantraxxa, jednu od vodećih nizozemskih hardstyle diskografskih kuća.
Njegove produkcije su objavljene na vinilnim pločama i CD-ovima u diskografskim kućama poput ID&Ta ili Q-Dancea. On također stoji iza mnogih DJ mikseva koji su objavljeni na CD-ovima, kao što su to kompilacijski CD-ovi Thunderdomea. I uključen je u hard dance projekte kao što su Hardheadz (zajedno s DJ Pavom) i Punk Brozz (s DJ Zanyjem). I također se mnogo koristi propisima techno remiksanja.

## Vanjske poveznice
- Službena stranica
- The Prophetova diskografija